# Hou Yao
En una onomàstica xinesa Hou es el cognom i Yao el prenom.

Hou Yao (xinès simplificat: 侯曜) (1903 - 1942) Dramaturg, escriptor, guionista, director i teòric del cinema xinès. Pioner de la industria cinematogràfica a Hong Kong.

## Biografia
Hou Yao néixer l'any 1903 a Panyu, província de Guagdong a la Xina. Es va graduar al Departament d'Educació de la Universitat Nacional del Sud-est (Universitat Central, Universitat de Nanjing). A la Universitat va fundar la Societat Dramàtica del Sud-est amb la seva conmpanya de classe i futura esposa, Pu Shunqing, també una pionera del cinema de la Xina, que posteriorment col·laboraria com a guionista en diverses pel·lícules de Hou.

#### Carrera cinematogràfica
Va començar la seva carrera escrivint i dirigint pel·lícules mudes a Shanghai durant la dècada de 1920. L'any 1924, es va incorporar a la Great Wall Film Company com a guionista i posteriorment com director. Els seus guions estaven diversificats en gèneres i temàtiques: drames contemporanis o d'època, històries socials o romàntiques, lluites personals o conflictes nacionals. Va utilitzar l'estructura del drama tradicional, però també va incorporar elements innovadors i tècniques modernes.
El 1926 es va traslladar a Minxin Film Company com a director i el 1932 va treballar a la filial de Lianhua a Pequín. A la dècada de 1930, havia fet gairebé una vintena de pel·lícules cantoneses, amb temes molt variats, des del romanç fins a qüestions socials i afers nacionals.El 1933 va anar a Hong Kong a la Zhenhua Film Company per dirigir "Bai Lao Happy Birthday" i supervisar el programa de formació d'actors. Després d'això, es va quedar a Hong Kong i es va guanyar la vida escrivint. El 1937, va adaptar la seva novel·la "Desert Flower" a la pantalla .A la dècada de 1940 es va traslladar a Singapur i va fer diverses pel·lícules malaies.
Com a teòric del cinema, el 1925, Hou va publicar "Techniques of Writing Shadowplay Scripts", el primer llibre de teoria sobre el cinema xinès.

#### Activista polític

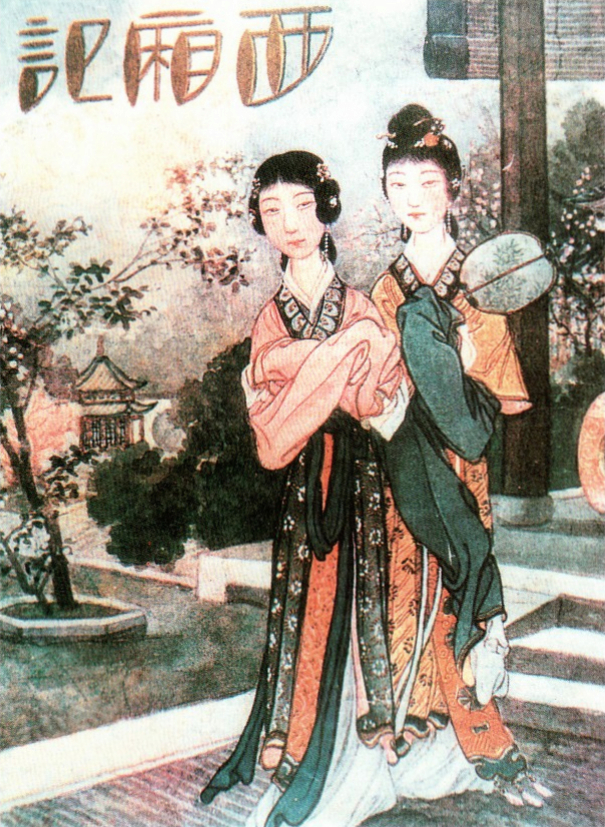
Cartell de la pel·lícula Romance of the Western Chamber

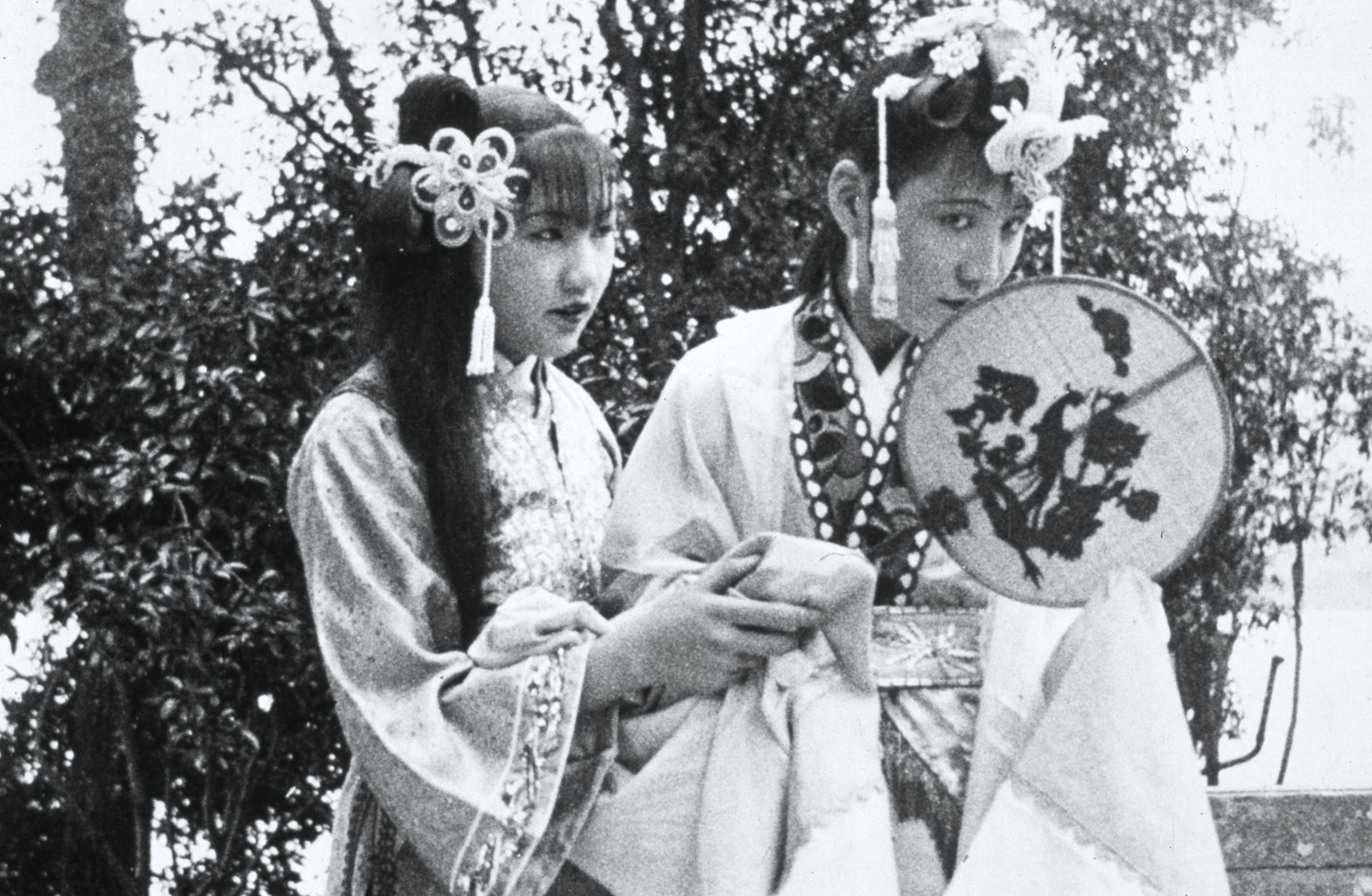
Escena de la pel·lícula Romance of the Western Chamber

A Hou no només li importaven les pel·lícules o el teatre, sinó també la política. Es va unir al Partit de la Joventut Xinesa el 1930 per dedicar-se a treballs d'educació militar i va publicar articles, va escriure obres de teatre i poemes sota un pseudònim per difondre els sentiments contra els japonesos. Quan els japonesos va ocupar Singapur el 1942, Hou va ser acusat de ser un element antijaponès i de "fer pel·lícules antijaponeses", fou empresonat i executat.

## Filmografia destacada
| Any  | Títol xinès    | Títol anglès                           |
| ---- | -------------- | -------------------------------------- |
| 1924 | 棄婦           | Divorcee / The Discarded Wife          |
| 1924 | 弃妇           | The World Against Her                  |
| 1925 | 愛神的玩偶     | Cupid's Puppets                        |
| 1926 | 和平之神       | The God of Peace                       |
| 1927 | 西廂記         | Romance of the Western Chamber         |
| 1927 | 复活的玫瑰     | The Rose of Pushui                     |
| 1927 | 海角詩人       | A Poet From The Sea                    |
| 1928 | 木蘭從軍       | Mulan Joins the Army                   |
| 1932 | 故宫新怨       | Grief                                  |
| 1933 | 呆佬拜壽       | The Foll Pays Respects                 |
| 1936 | 賣怪魚龜山起禍 | Incident in the Turtle Mountain        |
| 1937 | 沙漠之花       | The Desert Flower                      |
| 1937 | 珠江風月       | Romance of the Pearl River             |
| 1938 | 大平洋上的風雲 | Incident in the Pacific                |
| 1938 | 紫霞杯         | The Purple Cups                        |
| 1938 | 血肉長城       | Fortress of Flesh and Blood            |
| 1938 | 周氏反嫁       | The Second Marriage of Madam Chow      |
| 1938 | 錯點鴛鴦       | The Wrong Couple                       |
| 1938 | 叱吒風雲       | Shaking Heaven and Earth               |
| 1938 | 柳曼玲         | Fallen Angel                           |
| 1938 | 粉妝樓         | Chamber of Powder and Rouge            |
| 1939 | 鍾無艷         | The Ugly Empress                       |
| 1939 | 姜太公         | Master Jiang                           |
| 1939 | 孝子亂經堂     | The Filial Son and the Unworthy Mother |
| 1939 | 桂枝告狀       | Daughter Vs. Stepmother                |
| 1940 | 中國野人王     | The Chinese Tarzan                     |

Després que Hou Yao es traslladés a Singapur el 1940, va continuar treballant per als Shaw Brothers amb Malay Film Productions i va fer un bon grapat de pel·lícules, com Bermadu i Hanchor Hati.